# Susan Bullock

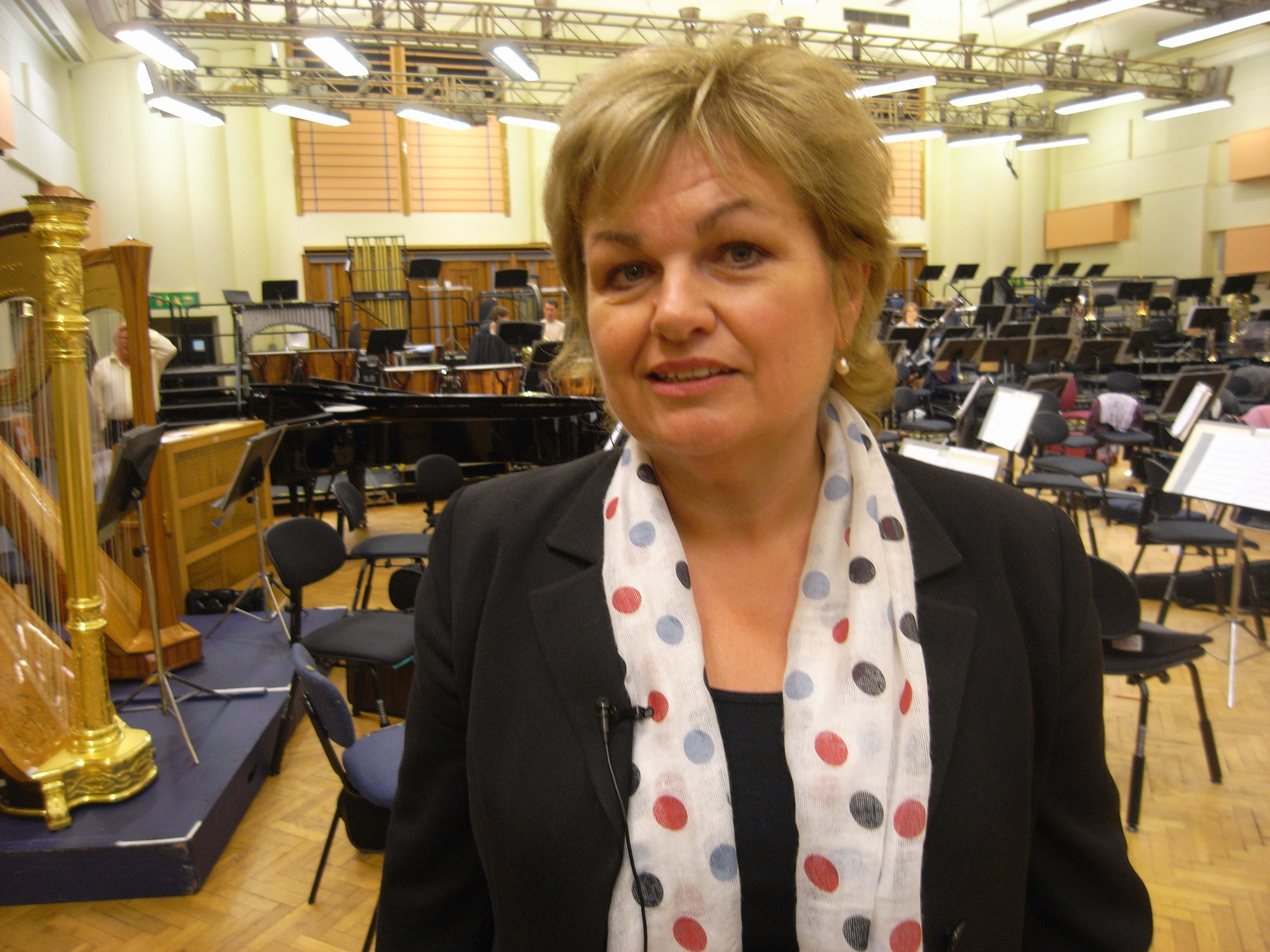
Susan Bullock (2011)

Susan Bullock  CBE  (* 9. Dezember 1958 in Cheshire, England, Großbritannien) ist eine britische Opernsängerin (Sopran). Sie gilt als eine der führenden Sängerinnen ihres Faches weltweit. Weltbekannt wurde sie 2011 durch ihren Auftritt als „Britannia“ während der Last Night of the Proms 2011. Auch gilt sie als führende Wagner-Interpretin Großbritanniens.

## Leben
Susan Bullock wurde 1958 als Tochter eines Polizisten-Ehepaares in Cheshire geboren. Schon als Kind erhielt sie Klavierunterricht. Ihre Ausbildung zur Sopranistin erhielt sie am Royal Holloway College der London University, an der Royal Academy of Music und am National Opera Studio.
Ihre Bühnenkarriere begann sie 1986 am Glyndebourne Festival Opera in der Rolle der Jenůfa. Ihr USA-Debüt hatte sie 1996 in Portland, ihr Debüt an der Mailänder Scala 2004. Seitdem war sie weltweit in vielen Rollen an verschiedenen Opernhäusern zu sehen. Vor allem im hochdramatischen Sopranfach ist sie seither zu hören.
Zu den großen und bedeutenden Opernhäusern, in denen sie auftrat, gehören die Mailänder Scala, Wiener Staatsoper, Teatro Nacional de São Carlos in Lissabon, Metropolitan Opera, das Royal Opera House Covent Garden sowie das Teatro Colón in Buenos Aires.
Weitere Stationen ihrer Karriere waren u. a. die Oper Frankfurt, wo sie in der Spielzeit 2011/12 in der aktuellen Produktion des Ring des Nibelungen unter Leitung von Sebastian Weigle die Brünnhilde spielte, Leeds, Rouen, London, Tokyo, Verona und Venedig.
Zubin Mehta ist der bekannteste Dirigent, unter dem sie auftrat. 1987 hatte sie eine Rolle in einem britischen Fernsehfilm.

## Auftritt bei der Last Night of the Proms 2011
Obwohl sie schon 1995 bei den Proms-Konzerten auftrat, gab sie 2011 ihr Debüt als Sängerin in der weltweit übertragenen Last Night of the Proms. Dort sang sie diverse Arien und hatte einen Auftritt als Sängerin des berühmten Rule Britannia, wo sie im Kostüm der Britannia kleine Pannen zu bestehen hatte, die für viel Gelächter sorgten und sie beim Publikum, den „Promers“, beliebt machten. Das Outfit, die kleinen Pannen und die teilweise ungewöhnlichen Tonlagen machten sie einem Millionenpublikum in Großbritannien und im Ausland bekannt. In demselben Jahr trat sie in dem Ableger The Comedy Proms unter Tim Minchin auf.

## Filmografie
- The Mikado, Fernsehfilm, Großbritannien, 1987 (in der Rolle der Peep-Bo)

## Diskografie
- Ernest Chausson: Le roi Arthus mit dem BBC-Symphony-Orchestra, als Genieuvre.
- Benjamin Britten: Albert Herring mit dem City of London-Sinfonia-Orchestra, als Lady Billions.
- Paul Hindemith: Sancta Susanna mit dem BBC-Philarmornic-Orchestra.
- Gian Carlo Menotti: The Consul mit dem Spoletto Festival Orchestra, als Magda.

## Auszeichnungen (Auswahl)
- 1984: Kathleen-Ferrier-Award
- 1998: Pegasus Award for outstanding artists
- 2009: Royal Philharmonic Society’s Award
- 2014: Commander of the Order of the British Empire